# 김태진 (배우)
김태진(1990년 ~ )은 대한민국의 배우다.

## 학력
- 인하대학교

## 출연

### 영화
- 1998 크리스마스에 눈이 내리면 - 원아들 역
- 1999 내 마음의 풍금 - 홍일 역
- 2001 휴머니스트 - 어린 마태오 역
- 2001 봄날은 간다 - 동승 역
- 2001 챠오 - 어린 태원 역
- 2001 선영의 편지 - 어린 상구 역
- 2003 동승 - 도념 역

### 드라마
- 1998 MBC 육남매 - 이양철 역
- 2006 SBS 사랑과 야망 - 박훈 역
- 2007 SBS 강남엄마 따라잡기 - 김성호 역
- 2009 MBC 선덕여왕 - 필탄 역
- 2013 JTBC 맏이 - 김영재 (명준) 역
- 2015 KBS 2TV 다 잘될 거야

### 시트콤
- 1998 SBS 순풍산부인과